# Diwash Subba
Diwash Subba (Samtse, 9 de março de 1989) é um futebolista butanês que atua como atacante mas também pode jogar como lateral-esquerdo. Atualmente joga pelo Tertons.

## Carreira internacional
Jogou sua primeira partida internacional em 14 de novembro de 2012, num amistoso contra a Tailândia, em que perderam por 5 a 0. 

## Vida pessoal
Diwash é um graduado do RVS College of Arts and Science, localizado em Coimbatore, Índia.